# 湖广省
湖广省是清朝早期的一个省。辖区今为湖北省、湖南省。
明朝时，置湖廣等處承宣布政使司，通常简称为湖广行省、湖广省。清代沿袭明制，仍以布政使司为一级行政区单位，但省亦是官方使用的习惯性代称。康熙三年（1664年），湖广分省，湖北省、湖南省分立。湖广总督一职则沿袭至清朝灭亡。

清代彩绘湖广省图（法国国家图书馆藏）